# 田川建三
田川 建三（たがわ けんぞう、1935年 - 2025年2月19日 ）は、日本の新約聖書学者・著述家。大阪女子大学名誉教授。宗教批判を通じて現代批判を試みた著作でも知られる。「神を信じないクリスチャン」を名乗る。

## 経歴
1935年東京生まれ。聖学院高校を経て、東京大学文学部宗教学宗教史学科で学んだ。1958年に卒業し、同大学大学院西洋古典学科に進学。博士課程3年目の夏にストラスブール大学に留学。エチエンヌ・トロクメ 教授に師事し、1965年に宗教学博士の学位を取得した。
1965年、国際基督教大学の助手に採用された。1970年に講師昇格。しかし1970年4月にチャペルで礼拝のとき講壇から「神は存在しない」「存在しない神に祈る」と説教したため、「造反教官」として追放された。
1972年から1974年まで、ゲッティンゲン大学神学部専任講師。1974年から1976年までザイール国立大学神学部教授。1977年からはストラスブール大学で客員教授を務めたが、帰国して大阪女子大学教授となった。大学では、西洋思想史、女性学を講じた。1999年、大阪女子大学を退任。その後は執筆活動を行いながら、兵庫県西宮市などで私塾を主催する。
2025年2月19日、気管支肺炎のため群馬県の病院で死去した。89歳没。死去は同年8月13日に作品社から発表された。

## 受賞・栄典
- 2017年：第71回毎日出版文化賞を受賞。『新約聖書：訳と註』（全7巻8冊）に対して[4]。

## 研究内容・業績
文献批判に立脚した新約聖書学の伝統の上で、キリスト教批判や宗教批判、そして現代社会批判を展開したことで知られる。代表作に『新約聖書　訳と註』（全7巻8冊）、『書物としての新約聖書』、『イエスという男：逆説的反抗者の生と死』など。吉本隆明の著作を批判的に解き明かした『思想の危険について：吉本隆明のたどった軌跡』などの著作もある。
2018年の時点で新約聖書概論（仮題『事実としての新約聖書』）、『リーメンシュナイダーもしくは自治自由の都市の形成』、『マルコ福音書注解』中巻を執筆する予定としている。『新約聖書　訳と註』を書いたのは新約聖書概論で聖書の引用をする上で可能な限り正確な翻訳が先に存在していなければならず、新約聖書全体の訳とその詳細な註解がなければならないと考えたからである。

### 思想
田川はルドルフ・ブルトマンが、四つの福音書の矛盾を指摘したとして高く評価する。神を信じるとは、神を想像する偶像崇拝であり、「神とは人間がでっちあげた」ものなので、「神を信じないクリスチャン」こそが真のクリスチャンであり、自分は「神を信じないクリスチャン」であるとする。聖書ギリシャ語は教会解釈に逃げているのであり、「私はある意味で聖書を破壊した」という。またイエスという男はほとんど神について語っていないと考えている。聖書学の研究が進んだ19世紀後半から20世紀前半にはルターの伝統に従って正確なイエスという男の姿を追求していたが、後半からは保守反動が来ているとする。

## 著作
訳書
- 『時の中心 ルカ神学の研究』ハンス・コンツェルマン著、新教出版社 1965
- 『使徒行伝と歴史』エティエンヌ・トロクメ著、新教出版社 1969
- 『新約聖書神学概論』ハンス・コンツェルマン著、田川建三、小河陽訳、新教出版社 1974
- 『ウィリアム・ティンダル ある聖書翻訳者の生涯』デイヴィド・ダニエル著、勁草書房 2001[6]

原著:William Tyndale: A Biography, David Daniell,  Yale University Press, 1994.
著書
- Miracles et Evangile, la Pensée personelle de l'évangéliste Marc, Paris, Presses Universitaires de France, 1966.
- 『原始キリスト教史の一断面：福音書文学の成立』勁草書房 1968[7]
  - 新装版 勁草書房 2006年[8]
- 『批判的主体の形成 キリスト教批判の現代的課題』三一書房 1971[9]
- 『思想的行動への接近 イエスと現代』呉指の会 1972
- 『マルコ福音書』上巻(『現代新約注解全書』) 新教出版社 1972
  - 増補改訂 新教出版社 1997年[10]
- 『立ちつくす思想 田川建三評論集』勁草書房 1972[11]
  - 新装版 勁草書房 2006年[12]
- 『歴史的類比の思想 田川建三評論集』勁草書房 1976[13]
  - 新装版 勁草書房 2006年[14]
  - Keiso c books[15]
- 『思想的行動への接近 イエスと現代』河田稔共著 1979
- 『イエスという男 逆説的反抗者の生と死』三一書房 1980[16]
  - 増補改訂版 作品社 2004[17]
- 『宗教とは何か』大和書房 1984[18]
  - 増補改訂[19]『宗教批判をめぐる 宗教とは何か』上 洋泉社 2006年[20]
  - 増補改訂[21]『マタイ福音書によせて 宗教とは何か』下 洋泉社 2006年[22]
- 『思想の危険について 吉本隆明のたどった軌跡』インパクト出版会 1987[23]
  - 新装版 2004年[24]
- 『書物としての新約聖書』勁草書房 1997[25]
- 『キリスト教思想への招待』勁草書房 2004[26]
- 『新約聖書訳と註』7巻、作品社

第1巻『マルコ福音書／マタイ福音書』2008
第2巻上『ルカ福音書』2011
第2巻下『使徒行伝』2011
第3巻『パウロ書簡 その1』2007
第4巻『パウロ書簡 その2／疑似パウロ書簡』
第5巻『ヨハネ福音書』2013
第6巻『公同書簡 / ヘブライ書』2015
第7巻『ヨハネの黙示録』2017
- 『新約聖書　本文の訳』作品社 2018[35]

編・解説
- 『日本の名随筆 別巻100 聖書』作品社 1999[36]

田川建三解説, pp.210-236.

## 関連文献
- 滝沢克己『聖書のイエスと現代の人間 田川建三「イエスという男」の触発による』三一書房 1981[37]
- Tai Kawabata, Author Seeks an Exact History - Scholar's New Testament intro opens eyes, The Japan Times, 23 July 1997, p.3.（英語）